# George Edward Anderson
George Edward Anderson (28. října 1860 – 9. května 1928) byl raný americký fotograf známý svými portréty a dokumentárními fotografiemi raných historických míst Církve Ježíše Krista Svatých posledních dnů (LDS Church) a osad v Utahu.

## Životopis
George Edward Anderson se narodil v Salt Lake City v Utahu a jako teenager se vyučil u fotografa Charlese Roscoa Savageho. Ve studiu Savage's Art Bazar Studio se Anderson spřátelil s dalšími učni Johnem Hafenem a Johnem F. Bennettem. Hafen se později stal uznávaným umělcem a Bennett se zasloužil o zachování Andersonových skleněných negativů.:s.11
V sedmnácti založil Anderson se svými bratry Stanleym a Adamem vlastní fotografické studio v Salt Lake City. Železnice umožnila Andersonovi založit stanová studia v Manti, Utah, Springville, Utah a Nephi, Utah. V roce 1886 Anderson otevřel stacionární studio, které pojmenoval Temple Bazar v Manti, kde církev LDS stavěla nový chrám. V Manti se seznámil s Olive Lowryovou, se kterou se 30. května 1888 oženil. Byli druhým párem, který byl oddán v nově dokončeném mormonském chrámu v Manti v Utahu. Později téhož roku Anderson prodal své studio Manti a přestěhoval se do Springville. Tam Anderson zaměstnával učně, z nichž někteří se stali známými fotografy, jako Elfie Caroline Huntingtonová a Joseph Bagley. Anderson využíval své putovní stanové studio, které se zřizovalo v malých městech po celém středním, východním a jižním Utahu, kde dokumentoval životy obyvatel v letech 1884 až 1907.

### Misie LDS
V roce 1907 byl Anderson povolán sloužit na misii v Anglii. Poté, co v dubnu 1907 odcestoval na východ, aby se nalodil na svou loď, se Anderson rozhodl pořídit fotografie náboženských památek. To vyvrcholilo téměř ročním focením na východě Spojených států. Anderson opustil Spojené státy v dubnu 1908, aby odcestoval do Anglie, kde se věnoval proselytu a fotografoval. Dne 27. března 1910 byl Anderson propuštěn ze své mise, zůstal však další rok a půl, zatímco pokračoval v proselyzování a dokumentování oblasti pomocí fotografií. Po svém návratu do Ameriky vzal Anderson Johna Colletta, jedenáctiletého zmrzačeného chlapce zpět do států s sebou. Anderson se vrátil do Spojených států a založil si fotografické studio v South Royalton, Vermont, poblíž místa narození proroka LDS Josepha Smitha. Do své rostoucí sbírky přidal řadu fotografií na místě o historii Církve a také portréty členů Církve a místních obyvatel. V listopadu 1913, téměř sedm let poté, co Anderson odešel na svou misi, se vrátil domů ke své rodině ve Springville v Utahu.

### Pozdější roky
Po sedmileté nepřítomnosti jeho fotografický byznys utrpěl a jeho rodinný život byl napjatý. Obchod a peníze nebyly Andersonovy motivační síly; umění a náboženství však ano. I nadále zažíval finanční a manželské napětí, Anderson se pokusil oživit své cestovní stanové studio, ale s malým úspěchem. Podařilo se mu vydělat nějaké peníze z prodeje brožury The Birth of Mormonism, kterou vydal před mnoha lety. Poslední roky Andersonova života strávil dokumentováním rodin a života v Utah Valley a cestováním do nově vybudovaných chrámů. V roce 1923 cestoval do Cardstonu v Albertě v Kanadě s církevními úřady LDS, aby tam zasvětil chrám LDS. Strávil dva roky v Kanadě a v roce 1925 se vrátil do Springville. Na podzim roku 1927 onemocněl a navzdory naléhání své manželky, aby nechodil, šel Anderson s představiteli církve LDS zdokumentovat zasvěcení chrámu v Mese v Arizoně. Byla to jeho poslední cesta. Zemřel na srdeční selhání 9. května 1928 poté, co byl přivezen domů do Springville v Utahu. 

## Dědictví
Ačkoli je Anderson známý jako portrétní fotograf, jeho studiové portréty doplňují tisíce dokumentárních portrétů pořízených v blízkosti domů, stodol a podniků. Tyto fotografie dokumentují rodiny, historii malého města Utah, historii železnic, historii těžby (včetně katastrofy v dole Scofield ) a stavbu chrámů Církve Ježíše Krista Svatých posledních dnů. Krajinná fotografie nebyla Andersonovým hlavním zájmem, ale jeho fotografie církevních míst jsou důležitými dokumenty historie LDS. Fotografoval tato místa, když cestoval po celé zemi, aby zahájil svou církevní misi LDS v Anglii v letech 1909 až 1911. The Deseret Sunday School Union of the Church publikoval některé názory, jak je Anderson nazval, v brožuře nazvané The Birth of Mormonism in Picture. Anderson byl během svého života jako fotograf v podstatě neopěvovaný, teprve v posledních 30 letech byl Anderson uznáván za své fotografické umění. Především práce Rell G. Francise spolu s Nelsonem Wadsworthem a profesorem Richardem Holzapfelem přivedly jeho dílo do povědomí současné generace. 
Charles Reynolds, editor obrázků časopisu Popular Photography, komentoval na fotografickém semináři Univerzity Brighama Younga dne 11. prosince 1973 svůj úvod k Andersonovým fotografiím. Poté, co navštívil výstavu ve Springville Museum of Art, kterou uspořádal Rell Francis, řekl: „Několikrát týdně chodím na výstavy do New Yorku... a málokdy jsem viděl něco tak působivého jako tyhle fotografie.... Je strašně těžké mě ohromit.... Obrázky George Andersona, které jsem dnes viděl, nebyly žádným způsobem senzační. Byly to moc milé, krásné, roztomilé obrázky... “ 

## Vybraná díla

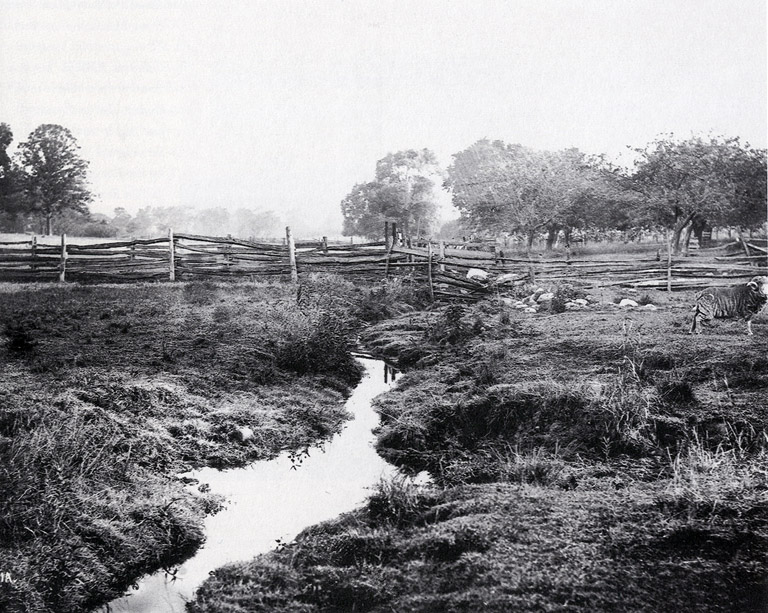
Smith Family Farm, Manchester, New York
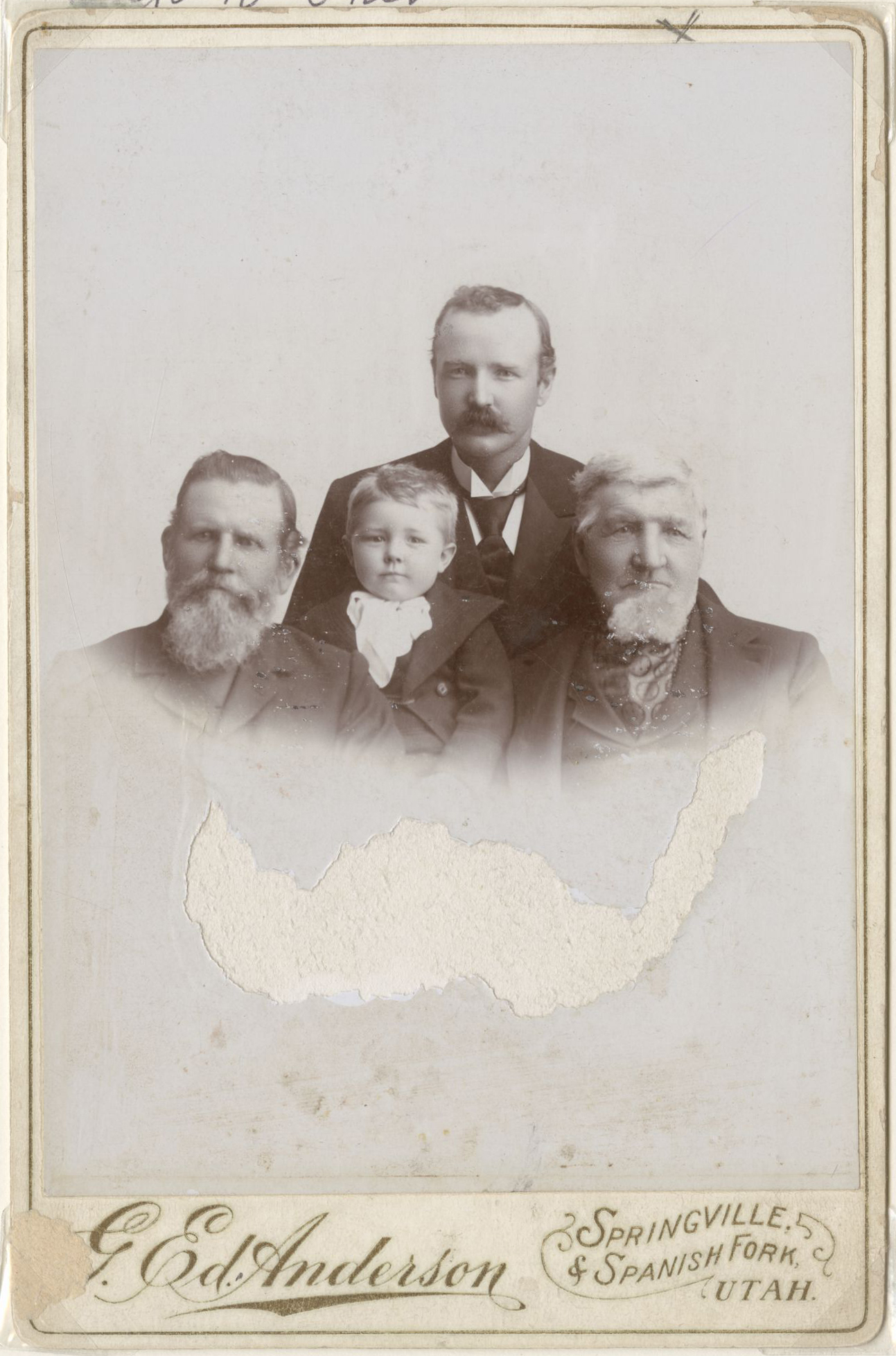
Archibald Gardner s rodinou
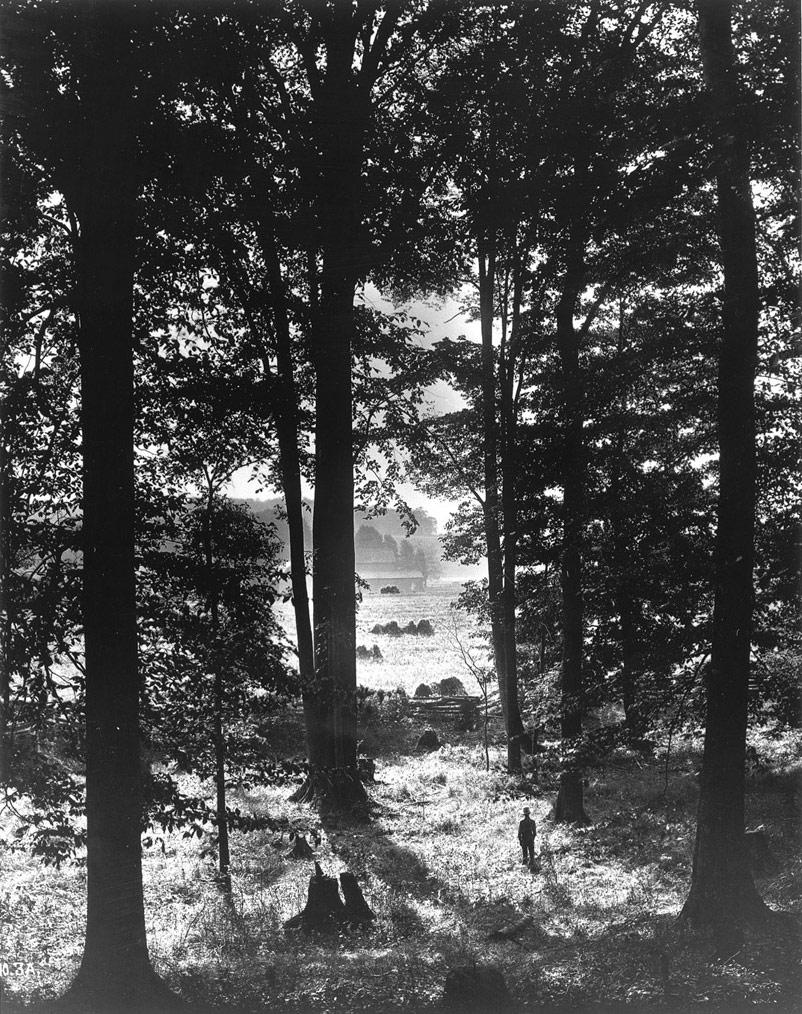
Sacred Grove (1907)
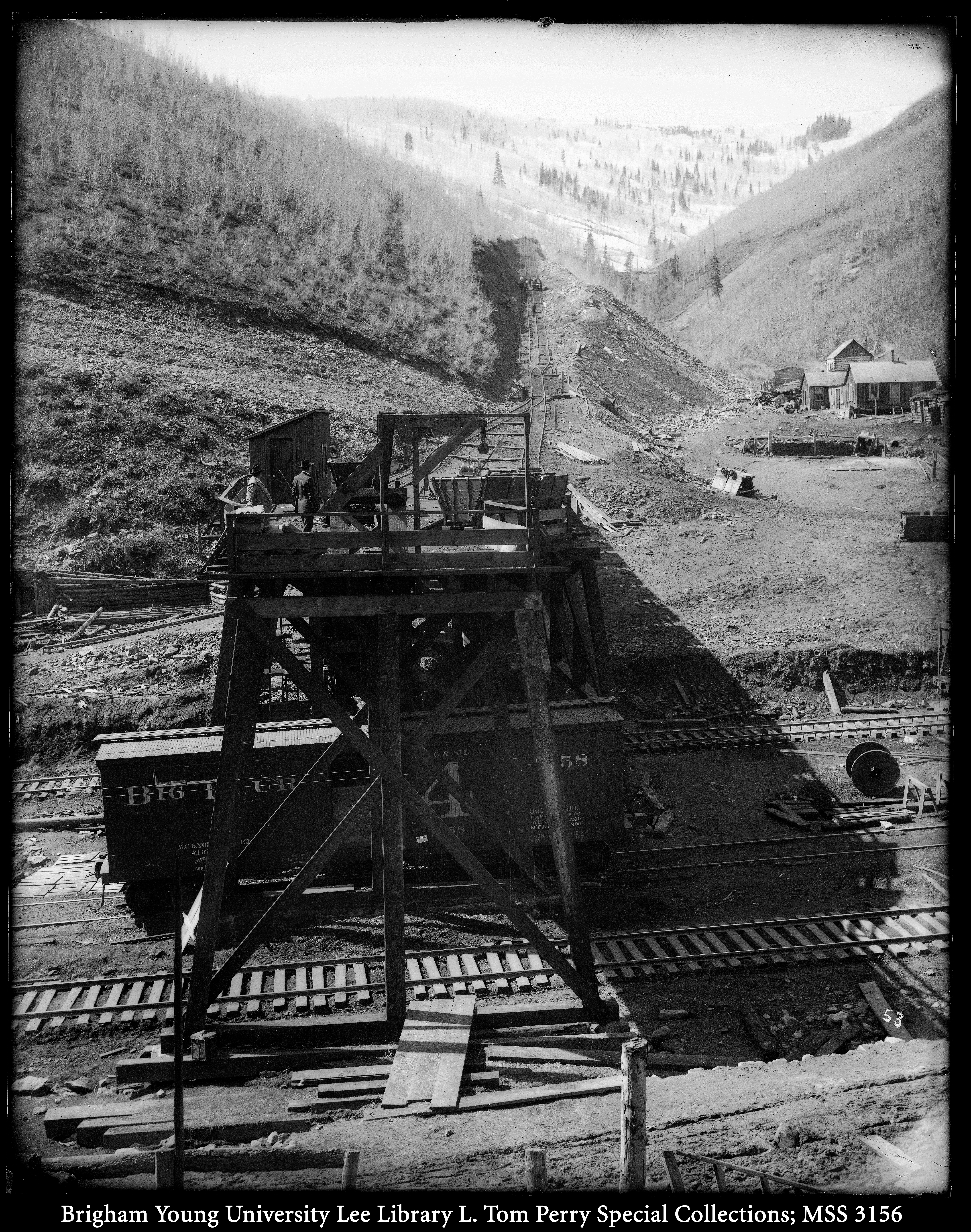
Fotografie mužů pracujících na železniční trati. Svislé koleje jsou pravděpodobně důlní koleje s uhelným vozem.
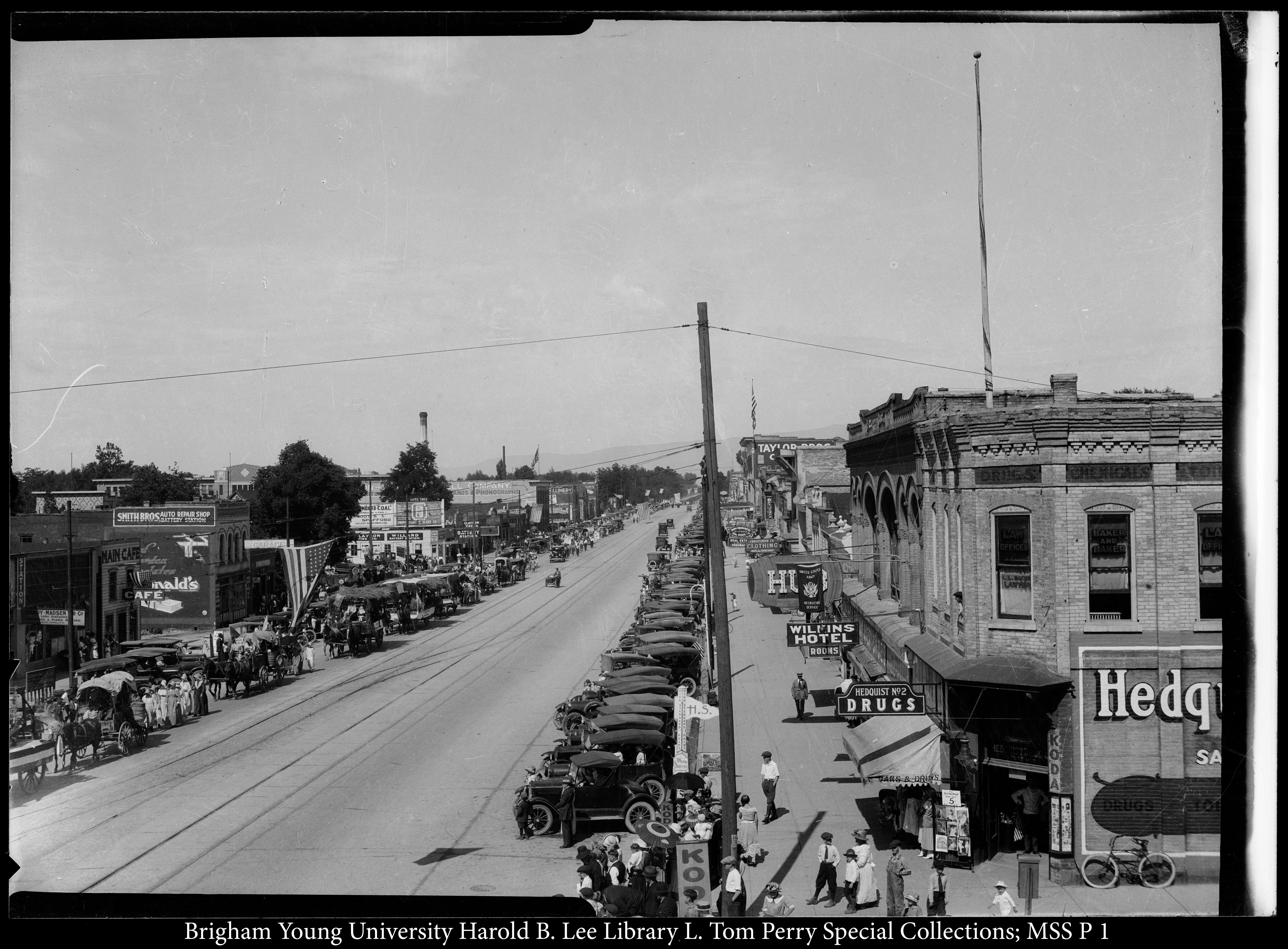
Ulici Center Street lemují četné automobily a podniky jako Hedquist Drugs, Wilkins Hotel, Taylor Brothers a Smith Brothers Auto Repair Shop
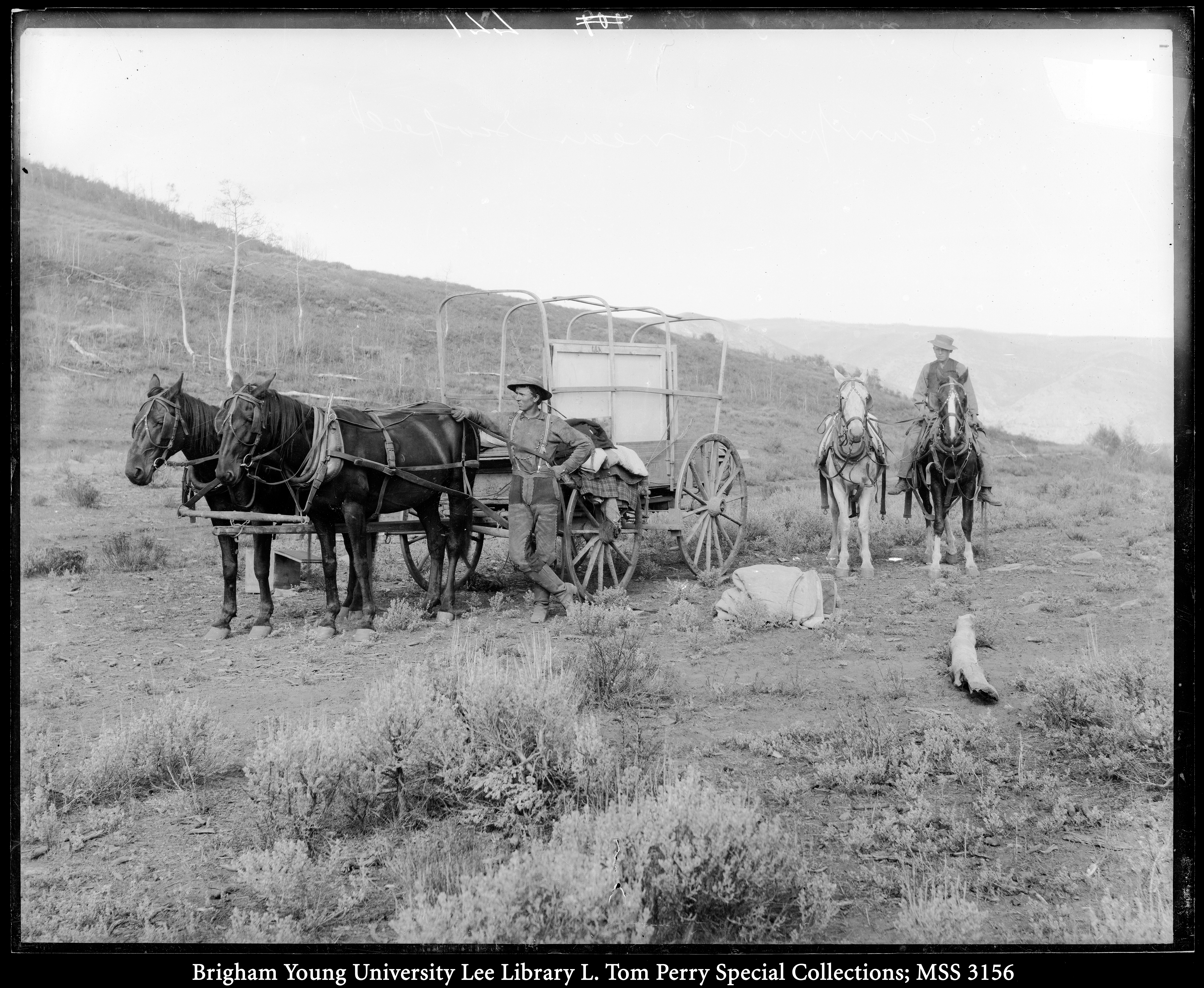
Muž stojící vedle dvou koní zapřažených do vozu, další muž jede na koni a za vozem drží náhradního koně